# Convent de la Llobeta
El convent de la Llobeta és un edifici al municipi d'Aiguafreda (Osona) que forma part de l'Inventari del Patrimoni Arquitectònic de Catalunya. És un habitatge senyorial construït l'any 1906. Va ser cedit a les actuals propietàries, les Missioneres de Natzaret, un cop acabada la Guerra Civil, pel seu propietari, el Sr. Font.
És un edifici aïllat, rodejat de jardí. De planta rectangular, format per planta baixa, pis i golfes, cobert amb teulada a dos vessants. La façana principal té un capcer de perfil sinuós on es troba la data de construcció, adornada amb motius florals. Adossada a la façana hi ha una torre coberta a quatre vents amb teules policromades, on es concentra abundant decoració de caràcter modernista, amb motius florals i animals. Hi ha un gran rellotge amb un drac i elements florals i el nom de la casa també decorat.